# Påkkasjträsket
Påkkasjträsket är en sjö i Jokkmokks kommun i Lappland och ingår i Piteälvens huvudavrinningsområde. Sjön har en area på 0,0631 kvadratkilometer och ligger 393,9 meter över havet.

## Delavrinningsområde
Påkkasjträsket ingår i det delavrinningsområde (733963-169273) som SMHI kallar för Ovan Arpatsbäcken. Medelhöjden är 346 meter över havet och ytan är 18,17 kvadratkilometer. Räknas de 15 avrinningsområdena uppströms in blir den ackumulerade arean 215,65 kvadratkilometer. Vitbäcken som avvattnar avrinningsområdet har biflödesordning 3, vilket innebär att vattnet flödar genom totalt 3 vattendrag innan det når havet efter 120 kilometer. Avrinningsområdet består mestadels av skog (77 procent) och sankmarker (19 procent). Avrinningsområdet har 0,06 kvadratkilometer vattenytor vilket ger det en sjöprocent på 0,4 procent.